# Fiera di Gesualdo
La fiera di Gesualdo è una delle manifestazione fieristiche tra le più antiche inaugurata nel 1558. La zona dove essa inizialmente si svolgeva è tuttora identificata con il toponimo Rione Fiera. La campionaria si svolgeva in diversi momenti dell'anno partendo dal mese di marzo fino ad ottobre con diverse denominazioni: dell'Annunziata (25 marzo), della Maddalena (12-17 luglio), dell'Assunta (11-14 agosto), S. Croce (11-14 settembre) e S. Luca (15-18 ottobre).

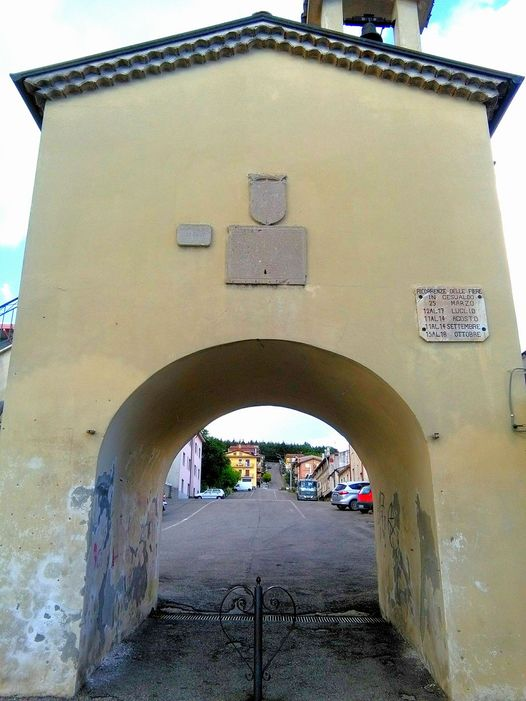
La porta della fiera, con targa che ricorda i giorni della manifestazione.

## Storia
Il recinto destinato allo svolgimento delle cinque fiere venne realizzato da Luigi IV Gesualdo, e la costruzione durò dal 1555 al 1558. Prima della costruzione del recinto la fiera si svolgeva nell'attuale piazza Neviera, vicino alla chiesa dell'Annunziata, che diede al nome alla prima fiera. Il pacifico svolgimento delle fiere era assicurato dal mastro di fiera, funzionario eletto annualmente dai cittadini. Egli aveva il compito di presiedere alle fiere e di far rispettare le disposizioni regie e quelle statutarie, specie per quanto riguardava i furti, le risse e le frodi commerciali. Sulla figura del mastro di fiera, sui compiti a lui attribuiti e sui diritti connessi allo svolgimento delle fiere sorsero vivaci dispute tra Luigi IV e l'Università Gesualdina (il comune al tempo dei feudatari). Il principe sosteneva che, in quanto responsabile della giurisdizione penale e civile sui sudditi, spettava a lui approvare e convalidare la nomina del mastro di fiera e stabilire le competenze correlate al suo incarico, così come rientrava nei suoi diritti, in quanto signore di Gesualdo, rivendicare il ricavato ottenuto dalla locazione delle botteghe. La soluzione della controversia fu affidata ai giudici della Regia Camera della Sommaria. Il processo, che si protrasse per diversi anni, si concluse nel 1578 con verdetto negativo su tutte le questioni di fatto proposte da Luigi IV. La decisione del supremo organo di giustizia suonò come una vittoria del popolo sulla prepotenza e sulla rapacità del potere feudale. Fu pertanto fatta incidere su una lastra di pietra e affissa sul portone principale del predetto recinto, dove ancora oggi si trova, perfettamente conservata. La fiera perse la sua importanza negli anni '60 del secolo scorso, divenendo un semplice mercato. In anni recenti la fiera è stata nuovamente rilanciata con la denominazione Gesualdo EXPOne.

## Descrizione del recinto
Il recinto si presentava come una figura rettangolare, di cui si entrava per due porte, una ancora esistente e l'altra caduta, opposte per diametro. Sopra l'ingresso principale esiste una cappella che non è chiusa dalla parte interno del fabbricato per far assistere alla messa i partecipanti della fiera. Nessun tipo di tassazione gravava sulle merci e sugli animali portati in vendita; veniva riscosso solo "un discreto diritto, per la locazione delle 130 botteghe e per l'occupazione di suolo coperto con tende". Per questi particolari privilegi, e per il fatto che i mercanti potevano alloggiare nel recinto anche di notte, dato che le porte d'accesso venivano chiuse, le fiere di Gesualdo divennero sempre più importanti. Nella parte più in alto del paese, vicino alla fiera, veniva installato un pagliaio che aveva la funzione di osteria. Oggi rimane la forma del recinto, trasformato in parcheggio, e la porta principale con la cappella al primo piano.